# Espírito Santo do Turvo
Espírito Santo do Turvo – miasto i gmina w Brazylii, w stanie São Paulo. Znajduje się w mezoregionie Assis i mikroregionie Ourinhos.